# کیم کوول
کیم کوول (انگلیسی: Kim Coles؛ زادهٔ ۱۱ ژانویهٔ ۱۹۶۲) یک هنرپیشه اهل ایالات متحده آمریکا است. وی از سال ۱۹۹۰ میلادی تاکنون مشغول فعالیت بوده است.
او در فیلم تجارت بی‌چون‌وچرا بازی کرده است.